# Warm Showers
«Warm Showers» — некоммерческая служба обмена гостеприимством для людей, совершающих велосипедные туры. Это экономика дара — хозяева не должны взимать плату за проживание и не связаны обязательствами. Платформа доступна через мобильное приложение и веб-сайт на базе программного обеспечения Drupal. Веб-сайт размещен на Skvare, LLC, службе веб-хостинга. Компания является некоммерческой организацией 501 (c) (3) со штаб-квартирой в Боулдере, штат Колорадо, США.
Платформа описывается как «сеть поддержки велосипедистов, участники которой могут предлагать бесплатные удобства и услуги, такие как питание и проживание».
Rough Guides рекомендует Warm Showers как средство повышения безопасности одиноких велосипедисток.
Warm Showers помогает велосипедистам найти баланс между самостоятельностью кемпинга и отелей и возможностями для социальных встреч.
Warm Showers оказывает положительное влияние на сельские сообщества как в социальном, так и в экономическом плане.
Многие пользователи платформы используют велосипед по причинам, связанным со здоровьем, или для уменьшения выбросов углекислого газа и для защиты окружающей среды.
Организация получила пожертвования в размере 100 641 доллар в 2015 году, 84 009 долларов в 2016 году, 115 324 доллара в 2017 году, 128 626 долларов в 2018 году и 111 089 долларов в 2019 году.

## История
Канадская пара Терри Змрхал и Джефф Кэшмен основали Warm Showers в 1993 году. Они создали базу данных из существующих членов велосипедно-гостевых организаций.
В 1996 году за платформу стал отвечать Роджер Гравел.
В 2005 году Рэнди Фэй создал веб-сайт на основе существующей базы данных.
15 ноября 2009 года платформа стала программным обеспечением с открытым исходным кодом. С тех пор у него было 15 участников и 7 выпусков.
22 января 2012 г. началась разработка мобильного приложения для Android с открытым исходным кодом, в котором приняли участие 11 участников.
Рэнди Фэй указан как разработчик с наибольшим количеством вкладов как для веб-сайтов, так и для приложений для Android.
7 октября 2012 г. началась разработка мобильного приложения с открытым исходным кодом для iOS, в которой участвовали 2 человека.
В 2016 году Сет Портнер был её исполнительным директором, председателем совета директоров был Сирил Вендл, казначеем — Лен Балмер, а членами совета директоров были Рассел Уоркман, Стефани Вервис и Кен Фрэнсис.
В 2017 году Сет Портнер был её исполнительным директором, председателем совета директоров был Лен Балмер, а членами совета были Сирил Вендл, Рассел Уоркман, Стефани Вервис, Кен Фрэнсис, Джек Тернер и Брюс Сквайр.
В 2018 году Сет Портнер был её исполнительным директором, Таверли Англен предоставляла управленческие услуги, её председателем совета директоров был Лен Балмер, а членами совета были Стефани Вервис, Кен Фрэнсис, Брюс Сквайр, Донна Прайс, Рич Хог, Лэнс Бикфорд, Реми Лоран, Стефани Кавракис.
В 2019 году Таверли Англен предоставляла управленческие услуги, её председателем совета директоров был Лен Балмер, а членами совета директоров были Стефани Вервис, Кен Фрэнсис, Брюс Сквайр, Донна Прайс, Рич Хог, Лэнс Бикфорд, Реми Лоран и Стефани Кавракис.

## Статистика
| дата        | Члены                              |        |
| ----------- | ---------------------------------- | ------ |
| апрел 2009  | 7 500                              | [ 24 ] |
| август 2014 | 50 000                             | [ 19 ] |
| апрел 2017  | 89 000; в том числе 39 000 хозяева | [ 3 ]  |
| апрел 2018  | 85 000                             | [ 2 ]  |

## Запросы на ночлег
Warm Showers предоставляет достойным доверия учёным доступ к его анонимным данным для публикации результатов на благо человечества. В 2015 году анализ 97.915 запросов на ночлег от Bewelcome и 285.444 запросов на ночлег Warm Showers показал общую закономерность: чем меньше времени тратится на написание запроса на ночлег, тем меньше вероятность успеха. Поскольку обе сети сформированы альтруизмом, общение с минимальными усилиями, то есть «Copy and Paste Requests», очевидно, раздражает адресатов.